# Famille Mame
La famille Mame est une famille française, originaire du Vaucluse, qui s'est établie en 1772 à Angers, puis en 1805 à Tours, où elle a formé une dynastie d'imprimeurs et éditeurs.

## Origine
La famille Mame est originaire du Thor, dans le Vaucluse.

## Filiation
- Charles Pierre Mame (1746 au Thor - 1825 à Angers), libraire de l'université d'Angers, imprimeur de la ville, de l'évêque, de Monsieur, du roi, du chapitre cathédral et du département de Maine-et-Loire, dont :
  - Charles Mathieu Mame (1774 à Angers - 1842), imprimeur-libraire à Angers, imprimeur du roi ;
  - Louis Mame-Delaunay (1775 à Angers - 1839), imprimeur-libraire à Paris ;
  - Armand (ou plutôt Amand) Mame (1776 à Angers - 1848 à Tours), imprimeur-libraire, imprimeur de la préfecture et de l'archevêché de Tours, imprimeur du roi, dont :
    - Alfred Mame (1811 à Tours - 1893 à Tours), imprimeur et éditeur à Tours, dont :
      - Paul Mame (1833-1903), imprimeur et éditeur, conseiller général d'Indre-et-Loire, dont :
        - Armand Mame (1864-1926), imprimeur et éditeur à Tours, maire de Chanceaux-près-Loches, dont :
          - Alfred Mame (1909-1994), président des éditions Mame.

  - Philippe Auguste Mame (1778 à Angers - 1824 à Paris), imprimeur-libraire, imprimeur du préfet de Maine-et-Loire et du Roi, dont :
    - Ernest Mame (1805-1883), imprimeur, président de la Chambre de commerce de Tours, maire de Tours, député d'Indre-et-Loire.

## Personnalités
- Alfred Mame (1811-1893), imprimeur et éditeur à Tours ;
- Ernest Mame (1805-1883), imprimeur, président de la Chambre de commerce de Tours, maire de Tours, député d'Indre-et-Loire.

## Galerie

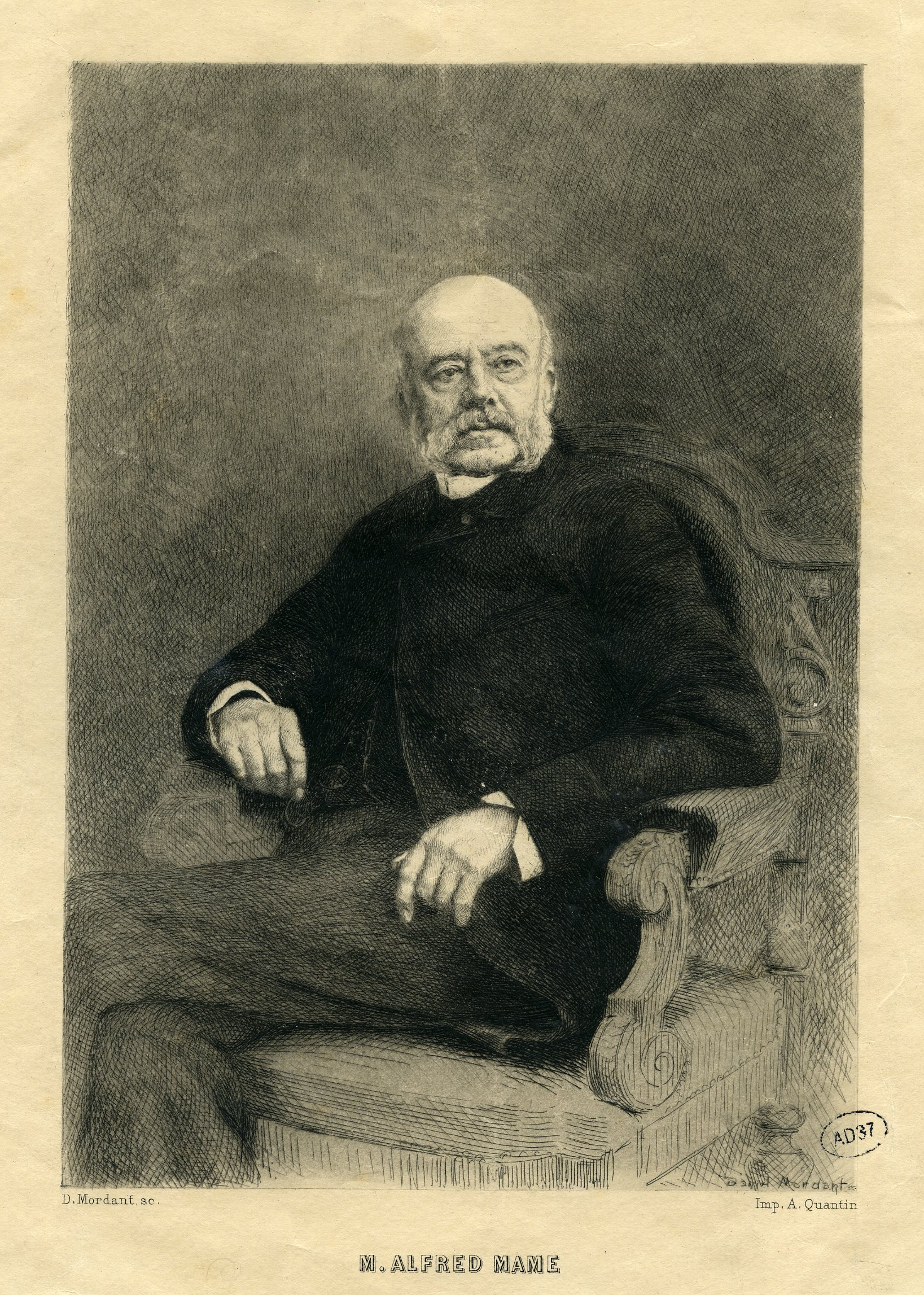
Alfred Mame (1811-1893)
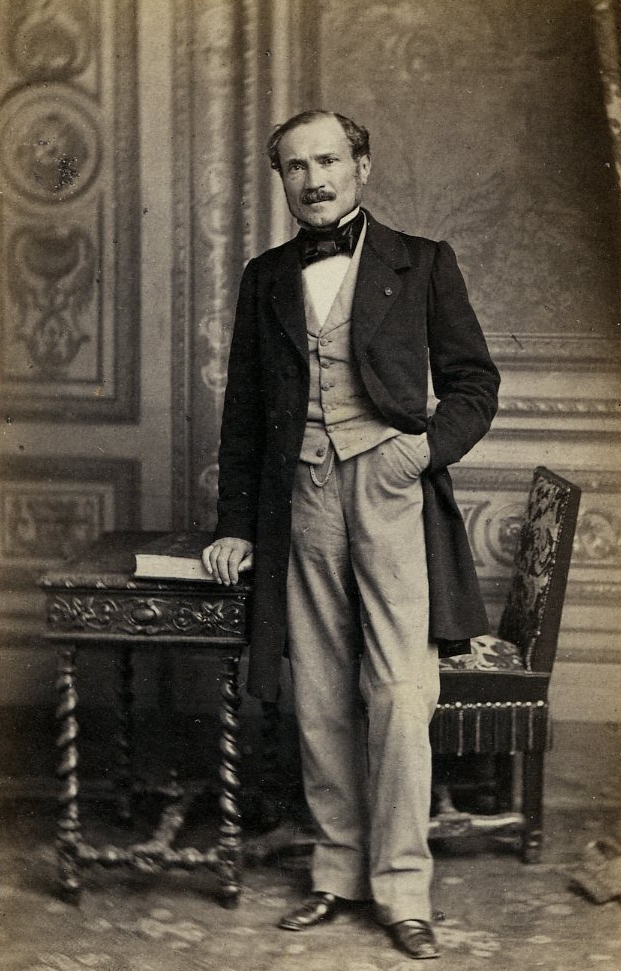
Ernest Mame (1805-1883
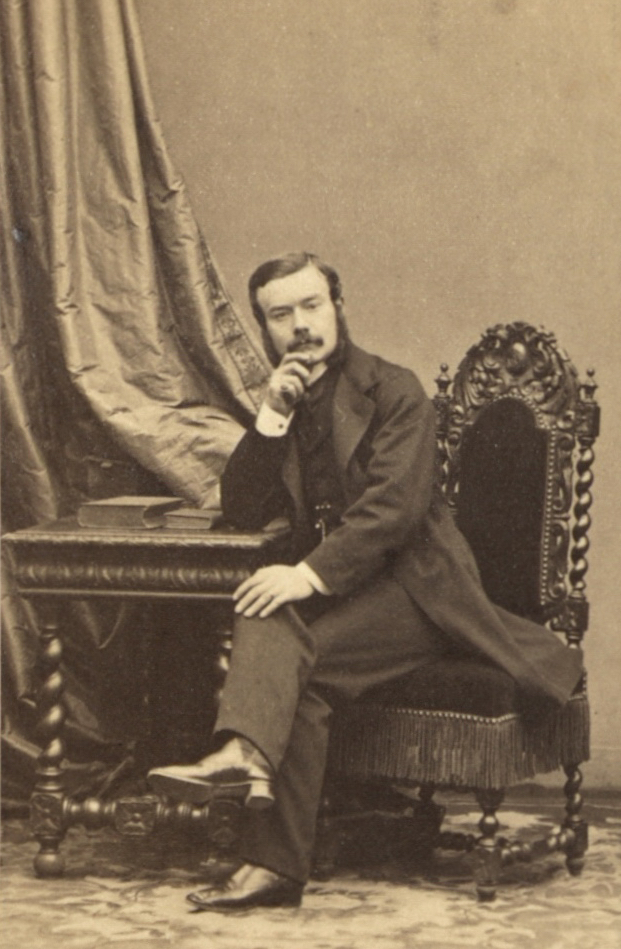
Paul Mame (1833-1903)
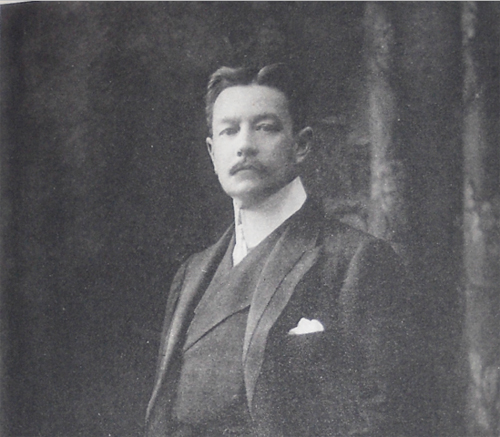
Armand Mame (1864-1926)